# Vrachonisís Petronísi
Vrachonisís Petronísi är en ö i Grekland.   Den ligger i prefekturen Nomós Argolídos och regionen Peloponnesos, i den sydöstra delen av landet, 50 km sydväst om huvudstaden Aten. Arean är 0,14 kvadratkilometer.
Terrängen på Vrachonisís Petronísi är platt. Öns högsta punkt är 38 meter över havet. 